# الرون
الرون (انگلیسی: Elron) شرکت ترابری ریلی استونیایی است، که در سال ۱۹۹۸ تأسیس شد.